# Beerella depicta
Beerella depicta är en spindeldjursart som först beskrevs av Flechtmann och Moraes 1980.  Beerella depicta ingår i släktet Beerella och familjen Tetranychidae. Inga underarter finns listade.